# Lipotriches kamerunensis
Lipotriches kamerunensis är en biart som först beskrevs av Heinrich Friese 1916.  Lipotriches kamerunensis ingår i släktet Lipotriches och familjen vägbin. Inga underarter finns listade i Catalogue of Life.